# Александър Гюрчинов
Александър Гюрчинов (на македонска литературна норма: Александар Ѓурчинов) е виден режисьор от Република Македония, известен с филма „Изправи се, Делфина“.

## Биография
Роден е на 30 януари 1934 година в Скопие, тогава в Кралство Югославия. По произход е от стружкото село Ябланица и е брат на литературоведа Милан Гюрчинов. Завършва Художествена академия в Белград. Дълги години се занимава с аматьорско кино. В 1958 година получава първия си професионален ангажимент като асистент-режисьор на копродукцията „Дубровски“ на режисьора Уилям Дитерле. След това Гюрчинов е асистент на много режисьори, сред които и Кристиан-Жак, с когото работи, докато учи в Париж.
Документалният му филм „Вестници, вестници“ е награден с държавната награда „11 октомври“ през 1966 година. Филмът „Изправи се, Делфина“ за плувкинята Атина Бояджи от 1977 година получава бронзова арена на Филмовия фестивал в Пула, третата награда за сценарий на Фестивала във Върнячка баня, наградата CIDALC за 1978 година, наградата за най-добър дебют на вестник „Зум репортер“ в Пула за 1977 година.
Гюрчинов дълги години е директор на „Македония филм - Скопие“.

## Филмография
| Име                             | Име                              | Година | Участие                             |
| ------------------------------- | -------------------------------- | ------ | ----------------------------------- |
| „Дубровски“                     | „Дубровски“                      | 1959   | асистент-режисьор                   |
| „Мирно лято“                    | „Мирно лето“                     | 1961   | първи асистент-режисьор             |
| „Солунските атентатори“         | „Солунските атентатори“          | 1961   | асистент-режисьор                   |
| „Невесинска пушка“              | „Nevesinjska puška“              | 1963   | асистент-режисьор                   |
| „Под същото небе“               | „Под исто небо“                  | 1964   | първи асистент-режисьор             |
| „Кратовско злато“               | „Кратовско злато“                | 1964   | първи асистент-режисьор             |
| „Светлостите в канон заключени“ | „Светлостите во канон заклучени“ | 1964   | асистент-режисьор                   |
| „Среща на солидарността“        | „Средба на солидарноста“         | 1964   | режисьор и сценарист                |
| „Вестници, вестници“            | „Весници, весници“               | 1965   | режисьор                            |
| „Малка скопска хроника“         | „Мала скопска хроника“           | 1966   | режисьор и сценарист                |
| „Нож“                           | „Nož“                            | 1967   | първи асистент-режисьор             |
| „На охридските извори“          | „На охридските извори“           | 1967   | асистент-режисьор                   |
| „Вълкът от Проклетия“           | „Vuk sa Prokletija“              | 1968   | първи асистент-режисьор             |
| „Братът на доктор Омир“         | „Brat doktora Homera“            | 1968   | трети асистент-режисьор             |
| „Празник“                       | „Празник“                        | 1970   | режисьор и сценарист                |
| „Македонски дял от пъкъла“      | „Македонски дел од пеколот“      | 1971   | първи асистент-режисьор             |
| „Ужичка република“              | „Užička republika“               | 1974   | първи асистент-режисьор             |
| „Селска буна 1573“              | „Seljačka buna 1573.“            | 1975   | асистент-режисьор                   |
| „Девойчин мост“                 | „Devojački most“                 | 1976   | първи асистент-режисьор             |
| „Anno domini 1573“              | „Anno domini 1573“               | 1979   | асистент-режисьор на четири епизода |
| „Най-дългият път“               | „Најдолгиот пат“                 | 1976   | първи асистент-режисьор             |
| „Изправи се, Делфина“           | „Исправи се, Делфина“            | 1977   | режисьор и сценарист                |
| „Матуранти“                     | „Матуранти“                      | 1977   | режисьор и сценарист                |
| „Банович Страхиня“              | „Banović Strahinja“              | 1981   | втори асистент-режисьор             |
| „Вангел Наумовски“              | „Вангел Наумовски“               | 1982   | режисьор                            |